# Zwitserland op het Eurovisiesongfestival 1989
Zwitserland nam deel aan het  Eurovisiesongfestival 1989, gehouden in Lausanne, Zwitserland. Het was de 34ste deelname van het land.

## Selectieprocedure
Men koos ervoor om een nationale finale te houden. Deze vond plaats in Theater Casino in Zug, en werd gepresenteerd door Raymond Fein .
Aan deze finale deden 10 acts mee en de winnaar werd bepaald door 3 regionale jury's, een jury bestaande uit muziekexperten en een jury bestaande uit journalisten.
| Volgorde | Artiest           | Lied                             | Punten | Plaats |
| -------- | ----------------- | -------------------------------- | ------ | ------ |
| 1        | Michel Villa      | "Sur des musiques qui balancent" | 34     | 4      |
| 2        | Nadia Goj         | "Una canzone per sognare"        | 36     | 3      |
| 3        | Carl Nicolas      | "Reisefieber"                    | 28     | 5      |
| 4        | Alexandra         | "S'envoler pour ailleurs"        | 11     | 9      |
| 5        | Chris Lorens      | "Mutter Erde"                    | 46     | 2      |
| 6        | Pierette Dufaux   | "Coup d'assommoir"               | 14     | 8      |
| 7        | Silvana Mezzonico | "Déjà vu"                        | 7      | 10     |
| 8        | Ann Lomar         | "Wege in der Nacht"              | 28     | 5      |
| 9        | Renato Mascetti   | "La voce del mare"               | 26     | 7      |
| 10       | Furbaz            | "Viver senza tei"                | 60     | 1      |

## In Lausanne
Zwitserland moest als 18de aantreden op het festival, net na Cyprus en voor Griekenland. Op het einde van de puntentelling bleek dat ze 47 punten hadden verzameld, wat goed was voor een 13de plaats.
Nederland had 10 punten over en België geen voor de Zwitserse inzending.

### Gekregen punten

#### Finale
| 12 punten | 10 punten         | 8 punten                        | 7 punten     | 6 punten     |
| --------- | ----------------- | ------------------------------- | ------------ | ------------ |
|           | - Nederland       | - Turkije - Verenigd Koninkrijk | - IJsland    |              |
| 5 punten  | 4 punten          | 3 punten                        | 2 punten     | 1 punt       |
|           | - Israël - Italië | - Portugal                      | - Denemarken | - Oostenrijk |

### Punten gegeven door Zwitserland

#### Finale
Punten gegeven in de finale:
| 12 punten | Griekenland |
| 10 punten | Spanje      |
| 8 punten  | Oostenrijk  |
| 7 punten  | Israël      |
| 6 punten  | Duitsland   |
| 5 punten  | Joegoslavië |
| 4 punten  | Cyprus      |
| 3 punten  | Zweden      |
| 2 punten  | Italië      |
| 1 punt    | Noorwegen   |

1956 · 1957 · 1958 · 1959 · 1960 · 1961 · 1962 · 1963 · 1964 · 1965 · 1966 · 1967 · 1968 · 1969 · 1970 · 1971 · 1972 · 1973 · 1974 · 1975 · 1976 · 1977 · 1978 · 1979 · 1980 · 1981 · 1982 · 1983 · 1984 · 1985 · 1986 · 1987 · 1988 · 1989 · 1990 · 1991 · 1992 · 1993 · 1994 · 1995 · 1996 · 1997 · 1998 · 1999 · 2000 · 2001 · 2002 · 2003 · 2004 · 2005 · 2006 · 2007 · 2008 · 2009 · 2010 · 2011 · 2012 · 2013 · 2014 · 2015 · 2016 · 2017 · 2018 · 2019 · 2020 · 2021 · 2022 · 2023 · 2024 · 2025